# 橘エレナ
橘 エレナ（たちばな エレナ、1975年1月9日 - ）は、日本のAV女優。AV事務所「麗 URARA」（POPSTARグループ）所属。
熟女系の女優。

## 略歴
2009年に『近親相姦遊戯 父と嫁 其の拾弐 橘エレナ 34歳』でAVデビュー。

## 出演作品

### アダルトビデオ
2009年
- 近親相姦遊戯 父と嫁 其の拾弐 橘エレナ 34歳（5月6日、グローバルメディアエンタテインメント）
- セレブ妻 妄想クリニック（6月7日、ワンズファクトリー）
- セレブ妻の誘惑（6月7日、マドンナ）
- 中出しソープ 麗しの熟女湯屋 美熟女総本店（6月10日、グローバルメディアエンタテインメント）
- となりの奥さんを犯したい（7月7日、マドンナ）
- 兄さんが慶次にハマったその隙に（8月1日、タカラ映像）
- 美しい僕のおばさん（8月7日、マドンナ）
- 他人棒に寝取られた妻（8月20日、グローリークエスト）
- 彼女の母親（9月7日、マドンナ）
- 人妻監禁レイプ 中出し潮吹き輪姦アクメ 橘エレナ34歳（9月10日、グローバルメディアエンタテインメント）
- 父の目の前で息子を犯す母（9月20日、AROUND）
- 近親相姦 母子受精（9月24日、センタービレッジ）
- 近親相姦 幻母 INCEST 淫獣母!家庭内交尾（10月1日、VENUS）
- 閉ざされた母子家庭（10月7日、マドンナ）
- 近親相姦 母性愛（10月28日、小林興業）
- 美尻奥さま騎乗位狂い（12月17日、タカラ映像）
- 禁断介護 躾けられた淫乱嫁（11月5日、グローリークエスト）
- 父の目の前で息子を犯す母（11月19日、AROUND）
- 競泳水着 ぬれむれ熟尻（12月4日、映天）
- 溢れだす美熟女の泉 〜好奇心旺盛な家政婦・エレナ〜（12月25日、Fitch）

）
- 寝取られ女房の前で勃起する旦那 〜他人の肉棒を喰らう痴妻〜（1月5日、ジャネス）
- けいれん叔母さん（2月7日、桃太郎映像出版）
- 隣の人妻（2月13日、VENUS）
- いんらん未亡人の性生活（3月7日、桃太郎映像出版）
- 電撃引退 ファイナル泡吹きアクメ（3月10日、グローバルメディアエンタテインメント）
- 義母奴隷（3月13日、溜池ゴロー）
- 凌辱!!となりの美人妻（3月19日、VENUS）
- 未亡人の甘いおまんじゅう（6月24日、ヒビノ）
- S級熟女としてみませんか（7月1日、VENUS）
- あやまち 肉棒を求め崩壊する人妻エレナ（8月7日、桃太郎映像出版）
- 美尻変態妻（8月19日、VENUS）
- 兄嫁の秘密から始まった相姦（9月2日、タカラ映像）
- 母親投稿 〜息子にアップロードされた美人母〜（9月25日、マドンナ）
- 夫の知らない私の時間。 離婚覚悟。巨乳人妻のAVドキュメント。 えれな（10月13日、U&K）
- 爆乳義母は痴女 4（10月25日、ジャネス）
- 近親相姦 母の美尻は淫靡な匂い（11月18日、センタービレッジ）
- S級熟女コンプリートファイル 橘エレナ 4時間（12月1日、VENUS）※総集編
- 日本が誇る超天然発情けいれん潮吹き美熟女 橘エレナ プレミアム（12月7日、桃太郎映像出版）※総集編
- 院内羞恥に溺れる看護師妻（12月13日、溜池ゴロー）

2011年
- 三十路、橘エレナ DX 4時間 すべらない11シーン（5月1日、エマニエル）※総集編
- 声デカッ!絶叫淫語淫乱女（6月17日、映天）
- 橘エレナ COMPLETE BEST 4時間（8月13日、溜池ゴロー）※総集編
- 実録!近親相姦 僕のお母さんはドSなんです!（10月19日、ルビー）

2012年
- 丸ごと!橘エレナBEST8時間（4月25日、マドンナ）
- 橘エレナ・柳田やよいの「他人棒に寝取られた妻」スペシャル 片面2層完全収録（8月27日、メディア総販ソレイル）